# Peter Ugelheimer
Peter Ugelheimer, auch Ugelnheimer (* ca. 1442/1446 in Frankfurt am Main; † vor dem 10. Januar 1488 in Mailand) war ein venezianisch-deutscher Kaufmann, Buchhändler und Bibliophiler. Er ist auch bekannt als der Gastgeber der deutschen Pilgergruppe um Bernhard von Breydenbach, Erhard Reuwich und den Grafen Johann zu Solms auf dem Weg nach Palästina.

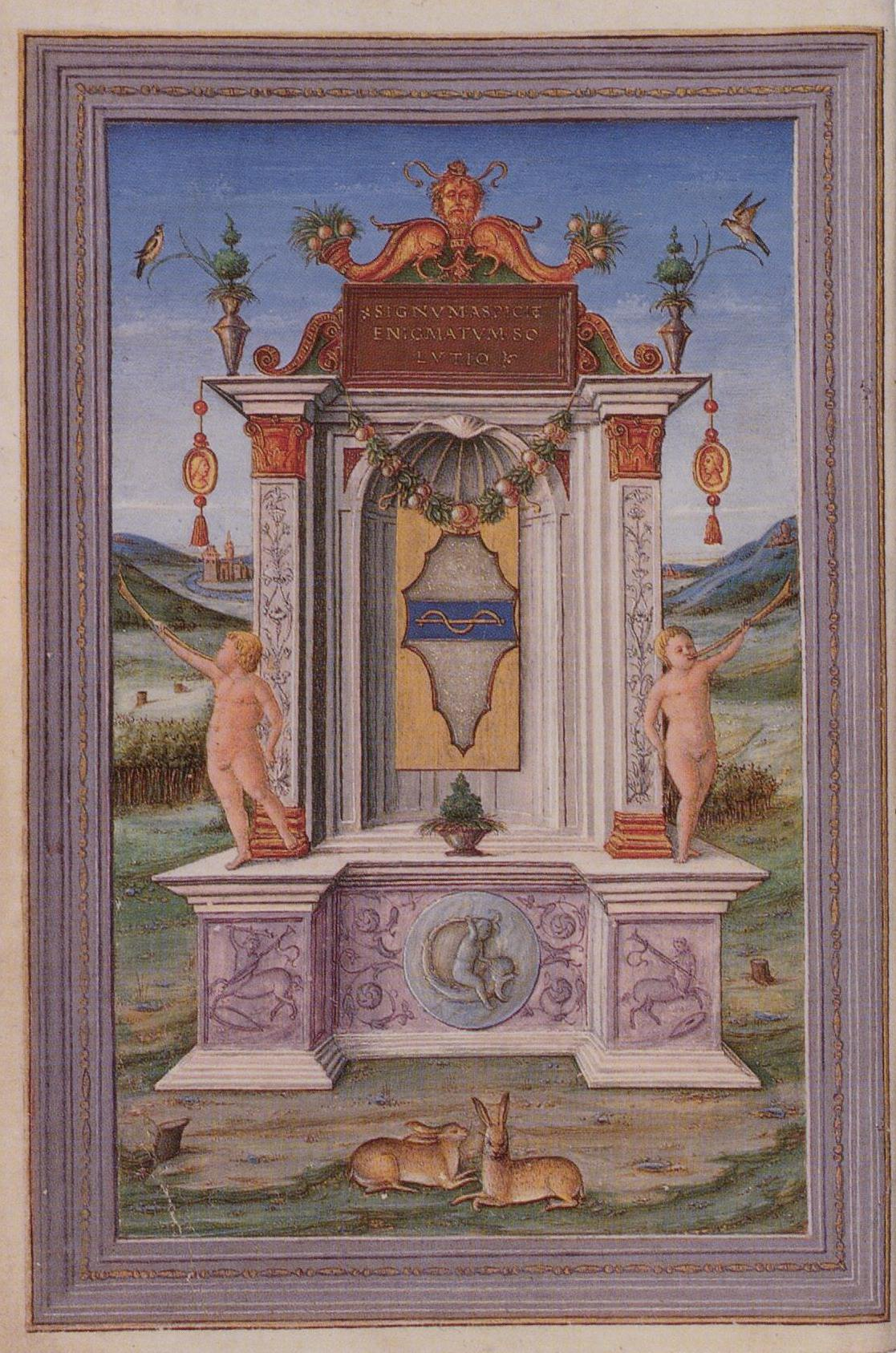
Das Wappen Peter Ugelheimers in Petrus de Abano: Expositio problematum Aristotelis cum textu. Venedig 1482 (Den Haag, Koninklijke Bibliotheek, 169 D 2, Fol. IV)

## Leben
Die Familie Ugel(n)heimer stammt ursprünglich aus der Pfalz, der Name leitet sich von der damaligen Schreibweise von Iggelheim, ab. Peters Großvater Hans kam aus Worms nach Frankfurt. Dessen 1463 verstorbener Sohn Peter Ugelnheimer d. Ä., der Vater Peters d. J., hat sicher bereits für die Blum-Gesellschaft Handel mit Venedig getrieben; sein gleichnamiger Sohn dürfte ihm schon in jungen Jahren darin gefolgt sein. Alexander Dietz kannte noch eine Quelle, nach der der jüngere Peter 1468 Teilhaber der Blumgesellschaft wurde. Schon 1469 hat er ein Exemplar der von Johannes von Speyer in Venedig gedruckten Plinius-Ausgabe erworben und im norditalienischen Renaissance-Stil ausmalen lassen. Vielleicht war er Faktor für die Gesellschaft, jedenfalls Beauftragter der Blum-Gesellschaft.
Spätestens 1476/77 hat er sich als Partner des herausragenden französischen Druckers Nicolas Jenson und des Frankfurter Kaufmanns Johann Rauchfass (gest. 1478) in Venedig selbstständig gemacht. Mit Jenson, der in Mainz das Drucken gelernt haben dürfte, verband ihn eine tiefe Freundschaft. 1480 war Peter maßgeblich an der Gründung der Buchdruckgesellschaft „Johannes de Colonia, Nicolas Jenson et socii“ beteiligt. Noch vor Ende 1480, nach dem Tod Jensons und dem Weggang von Johann von Köln, scheint er die Verantwortung für die Drucklegungen der Gesellschaft bis ca. 1483 übernommen zu haben.
Parallel dazu baute Ugelheimer ein erstaunliches Handelsnetz für das erst vor kurzem eingeführte gedruckte Buch in Mittel- und Oberitalien auf. Niederlassungen und Vertragsbuchhandlungen in Pisa, Perugia, Siena, Florenz, Mailand, Bergamo und Mantua sind bekannt. Gleichzeitig verkaufte Ugelheimer im deutschsprachigen Raum über Buchführer und auf der Frankfurter Messe.
In Venedig wohnte Ugelheimer ab einem bestimmten Zeitpunkt nicht mehr im Fondaco dei Tedeschi, sondern mit seiner Frau Margarete, geb. Molle, in einem offenbar stattlichen Haus in der Gemeinde San Paternian, das auch als Warenlager diente. Dort logierten die Pilger um Bernhard von Breydenbach 1483 für 22 Tage. Breydenbach empfahl das Haus Ugelheimers später in seiner Reiseinstruktion als ideale Unterkunft in Venedig. 1488 ist seine Witwe aber in einem Haus in San Bartolomeo belegt.
1484 gab Ugelheimer sein Buchhandelsimperium weitgehend auf. Entgegen der älteren Ansicht scheint er aber nie geplant zu haben, Venedig endgültig zu verlassen. Im Sommer 1486 verkündete er für den Frankfurter Rat den deutschen Kaufleuten in Venedig die Verschiebung des Messetermins. Am 16. Dezember 1487 setzte Ugelheimer in Mailand sein vor Ort erhaltenes Testament auf. Begraben werden wollte er in der neuerrichteten Dominikanerkirche Santa Maria delle Grazie in Mailand oder vielleicht auch im zugehörigen Kreuzgang; sein Grab ist nicht erhalten.
Peters Witwe Margarete trieb mit Unterstützung der venezianischen Verwaltung die Außenstände ihres Mannes in Mailand ein, während sie in Frankfurt den noch bestehenden Immobilienbesitz der Eheleute verkaufte. In Venedig agierte sie als Fernhändlerin und De-Facto-Verlegerin; unter anderem ließ sie 1499 von Aldus Manutius die Edition der Briefe der Katharina von Siena drucken.
Das Wappen der Familie ist in Silber ein blauer Balken mit goldener Fessel.

## Leistungen
- Ugelheimer kann als einer der Pioniere des Handels mit gedruckten Büchern gelten.
- Er dürfte durch die Finanzierung wichtiger Drucker einen bedeutenden Beitrag zur langen Zeit beherrschenden Stellung Venedigs im italienischen Buch- und Verlagswesen beigetragen haben.
- Seine Sammlung illuminierter Inkunabeln und Handschriften gehört zu den prachtvollsten Privatbibliotheken der Renaissance.[13] Alle seine Bücher sind grundsätzlich auf Pergament gedruckt oder geschrieben, das damals bereits weitgehend vom Papier verdrängt worden war und nur noch für Luxusexemplare verwendet wurde. Die in drei Werkgruppen zu unterscheidenden Einbände seiner Bücher zählen zu den innovativsten und aufwendigsten der italienischen Frührenaissance.[14] Anscheinend hat nach seinem Tod die Mainzer Dombibliothek einige der wertvollsten Bände erworben.[15]

## Trivia
- Peters Bruder Johann ist der erste nachweisbare Student der Universität Mainz. Laut einer 1481 ausgestellten Studienbescheinigung (heute im Institut für Stadtgeschichte in Frankfurt am Main) hat er sich im Gründungsjahr 1477 beim Rektor Jakob Welder für ein zweijähriges (Zusatz-)Studium eingeschrieben.[16]
- Peter Ugelheimer taucht in einem von Goethes Schwager Christian Vulpius gefälschten Pilgerbericht als Gastgeber der Pilger in Venedig auf.[17]
- Der englische Zeitungsmagnat Henry Yates Thompson stellte die Frage in den Raum, ob der zweibändige Aristoteles-Druck aus dem Besitz Ugelheimers, der später in die Pierpont Morgan Library in New York gelangt ist, "das schönste Buch der Welt" sei.[18] Allerdings befand sich der Morgan Aristoteles damals im Besitz von Yates Thompson selbst. Die resolute Bibliothekarin John Pierpont Morgans, Belle da Costa Greene, war allerdings wenig begeistert, als Morgan 1919 die Bände für 6000 Pfund erwarb.[19] Heute gehört der "Morgan Aristotle" zu den Glanzstücken der Bibliothek.